# L'Autre (film, 1917)
Pour les articles homonymes, voir L'Autre.
Pour plus de détails, voir Fiche technique et Distribution.
L'Autre est un film muet français réalisé par Louis Feuillade et sorti en 1917.

## Fiche technique
- Réalisation : Louis Feuillade
- Société de production : Société des Etablissements L. Gaumont
- Format : Noir et blanc - Muet - 1,33:1 - 35 mm
- Longueur du film : 1 150 m
- Date de sortie : 
  - France : novembre 1917

## Distribution
- Yvette Andréyor
- René Cresté
- Yvonne Dario
- Louis Leubas
- Édouard Mathé
- Gaston Michel
- Jean Toulout